# 東京 (紙房子)
塞蓮娜·奧莉維拉（英語：Silene Oliveira）是Netflix系列紙房子中的一個虛構角色，由烏蘇拉·可貝蘿飾演。該系列事實上的主角，她是不可靠的敘事者。因作案時誤殺警被通緝，直到被賽吉歐·馬奇納「教授」跟縱後加入了他的搶劫計畫。

## 角色設定
東京是一名小偷，在搶劫失敗她的男友被殺後逃離警察。 她受僱於賽吉歐·馬奇納「教授」幫助在馬德里搶劫西班牙皇家鑄幣廠。她與其餘七名被選中進行搶劫的劫匪一起被帶到一個僻靜的別墅，在那裡他們計劃了五個月的搶劫。教授讓每個劫匪選擇一個城市名稱命名代號來隱藏他們在搶劫過程中的身份，她選擇了東京。

## 反響
對於東京的角色，烏蘇拉·可貝蘿於2017年獲得了Feroz Awards的最佳影集女主角提名，並在2018年贏得了第20屆虹膜獎的最佳女演員獎。

## 外部連結
- 網際網路電影資料庫上塞蓮娜·奧莉維拉 （页面存档备份，存于）的資料（英文）